# Klaus Gäbler
Klaus Gäbler (* 5. Oktober 1931 in Steinpleis) ist ein ehemaliger deutscher SED-Funktionär. Er war Abteilungsleiter des ZK der SED.

## Leben
Der Sohn eines Arbeiters trat bereits während seiner Schulzeit an einer Oberschule 1947 der SED bei und studierte nach dem Abitur zunächst von 1950 bis 1952 an der Universität Leipzig. Ein daran anschließendes Studium der Philosophie an der Lomonossow-Universität in Moskau schloss er 1957 als Diplom-Philosoph ab.
Nach seiner Rückkehr in die DDR war er zuerst Mitarbeiter der SED-Bezirksleitung Leipzig und dann von 1958 bis 1961 Assistent sowie Oberassistent am Philosophischen Institut der Karl-Marx-Universität Leipzig. Danach wechselte er als Mitarbeiter in die Abteilung Propaganda des ZK der SED, wurde dort 1963 Sektorenleiter sowie 1967 stellvertretender Leiter. 1978 schloss er seine Promotion zum Dr. phil. am Institut für Marxismus-Leninismus beim ZK der SED mit einer Dissertation zum Thema Philosophie, Arbeiterklasse und Revolution : eine Studie über den Beginn der theoretischen Begründung des Wechselverhältnisses von dialektisch-materialistischer Philosophie, revolutionärem Proletariat und sozialistischer Revolution in den ersten Schriften von Karl Marx (1836–1844) ab.
Seit den 1970er-Jahren war er Mitglied des Präsidiums der Urania. Im Februar 1979 wurde er schließlich als Nachfolger von Kurt Tiedke Leiter der Abteilung Propaganda des ZK der SED und behielt diese Funktion bis zur Auflösung der SED 1989. Daneben war er zeitweise Mitglied der Agitationskommission beim Politbüro der SED, die von ZK-Sekretär Joachim Herrmann geleitet wurde und der noch Günter Schabowski, Heinz Adameck, Heinz Geggel, Achim Becker, Kurt Blecha, Frank-Joachim Herrmann, Dieter Kerschek, Wolfgang Meyer, Waldemar Pilz, Günter Pötschke, Joachim Wolff, Günther Bobach, Günter Böhme und Bruno Wagner angehörten.
Gäbler war außerdem vom 16. April 1981 (X. Parteitag) bis Dezember 1989 Mitglied des ZK der SED. In seiner Funktion als ZK-Abteilungsleiter fertigte er schließlich erste Analysen der Demonstrationen zur Zeit der Wende und friedlichen Revolution im November 1989 für das Politbüro der SED.

## Auszeichnungen
- 1974 Vaterländischer Verdienstorden in Silber
- 1976 Orden Banner der Arbeit Stufe II
- 1981 Vaterländischer Verdienstorden in Gold

## Schriften
- Wessen Freiheit meinen Sie, Herr Bundeskanzler? Berlin 1965.
- Warum ist unsere Weltanschauung optimistisch? Berlin 1966.
- Die Arbeit mit der marxistisch-leninistischen Literatur und ihr Vertrieb. Berlin 1967.
- Triumph des Marxismus-Leninismus : Die marxistisch-leninistische Wissenschaft – Wegbereiter beim sozialistischen Aufbau in der DDR. Dresden 1969.
- Gedenk- und Bildungsstätte Schöneiche-Fichtenau. Schöneiche-Fichtenau 1973.
- Literaturpropaganda und Literaturvertrieb in den Grundorganisationen der SED. Berlin 1974.